# Giardino Bardini
Le Giardino Bardini est un jardin italien de la Renaissance à Florence, en Italie.

## Caractéristiques
Le jardin s'étend sur environ 4 hectares. Le jardin abrite de nombreuses statues et permet des vues panoramiques sur la ville. La faune dans le jardin comprend des pigeons bisets, des merles et des pigeons ramiers. Le lieu a été nommé en hommage à Stefano Bardini.

## Visite
L'accès se fait via Via de' Bardi, juste au-dessus de la route du Musée Bardini dans le quartier de l'Oltrarno, bien que la sortie des jardins se fasse sur la Costa di San Giorgio, à laquelle le Forte Belvedere et le Jardin di Boboli sont reliés.

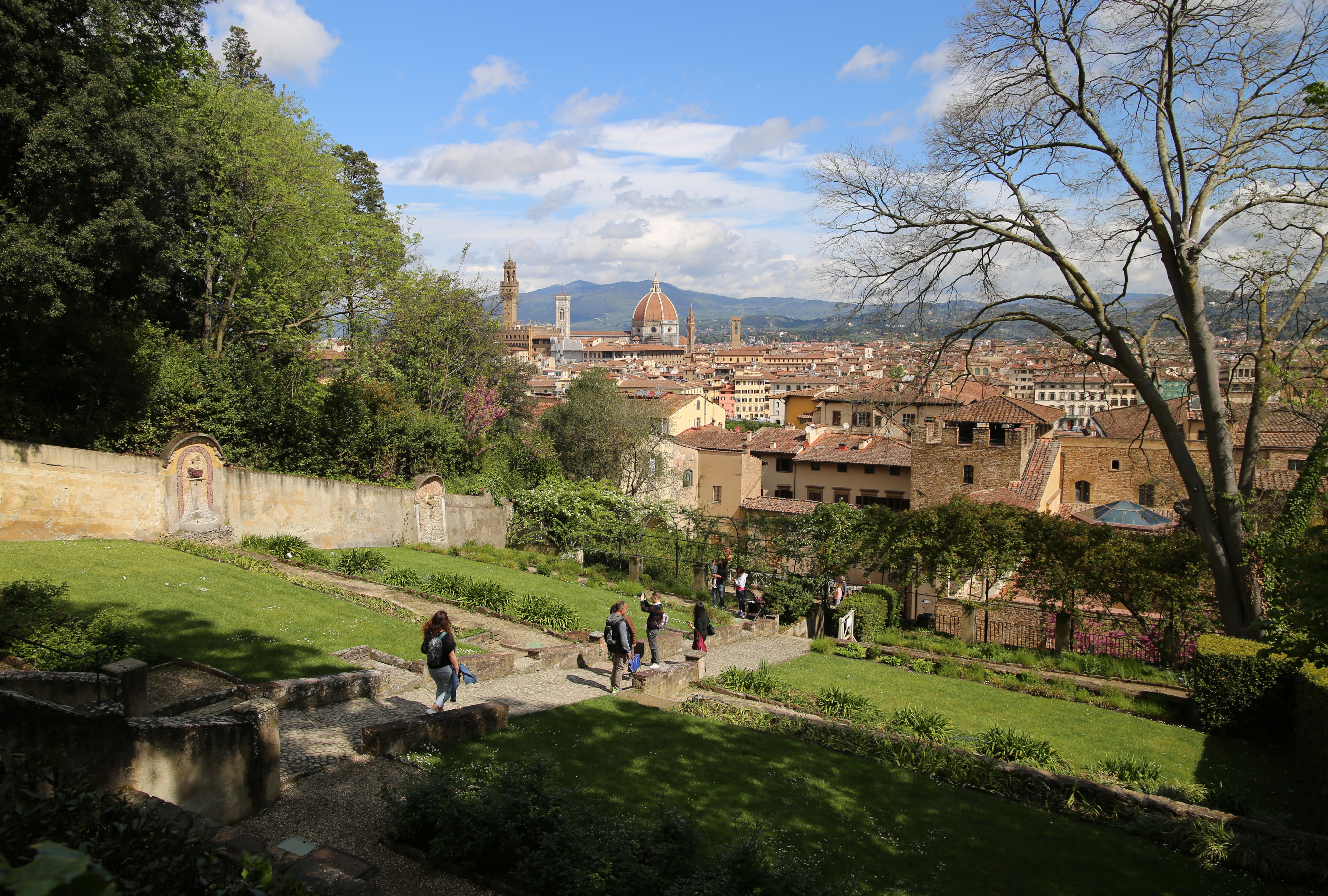
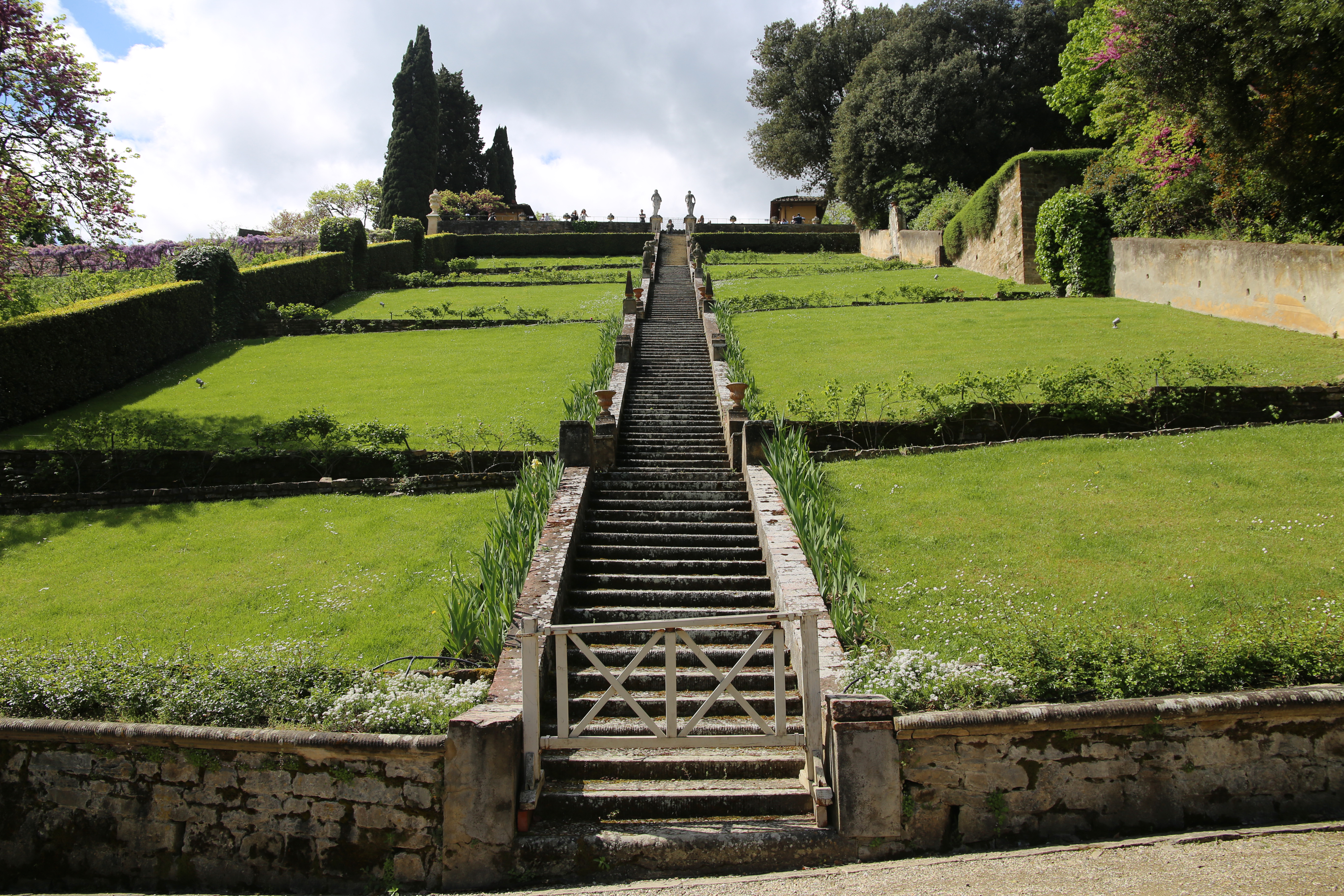
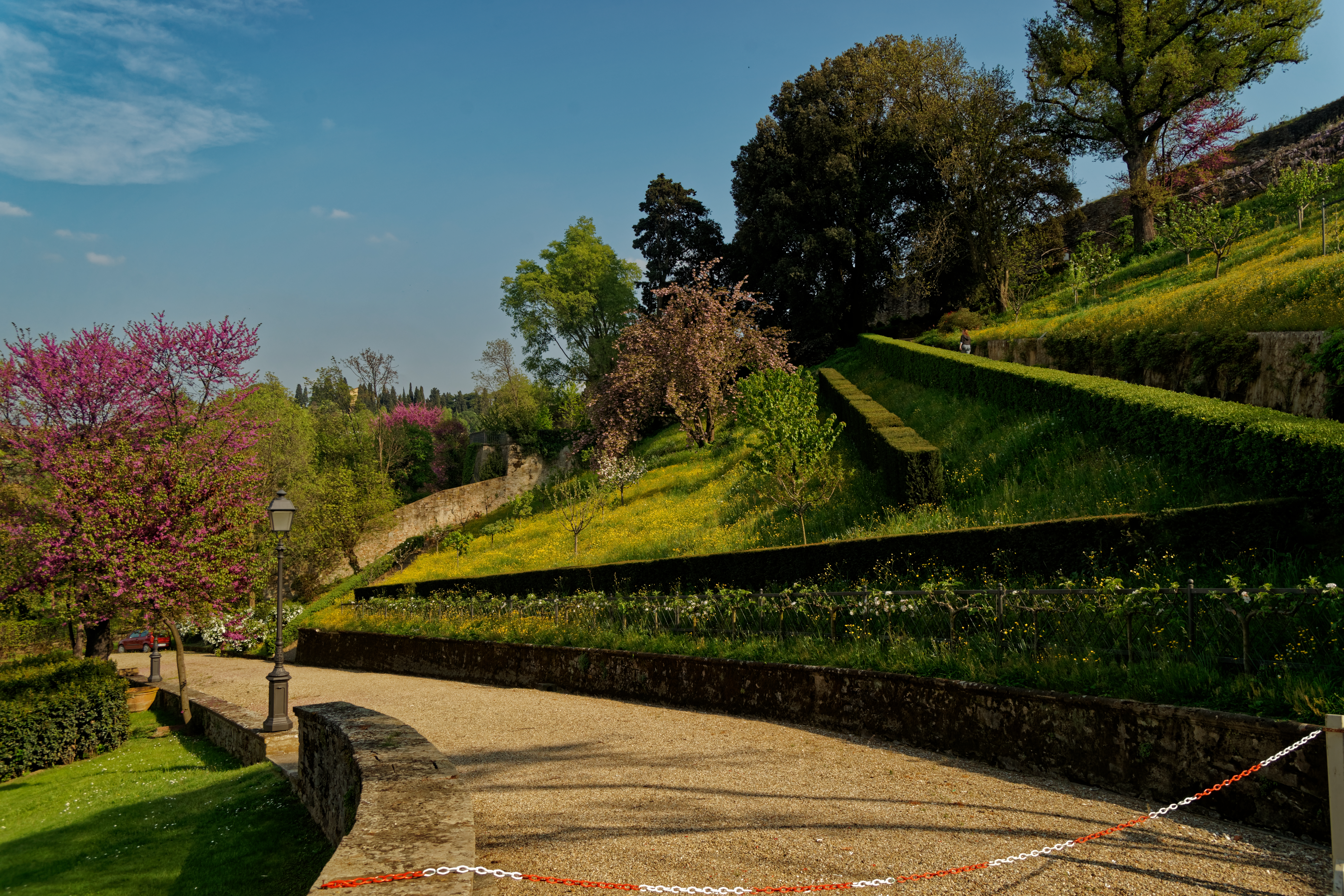
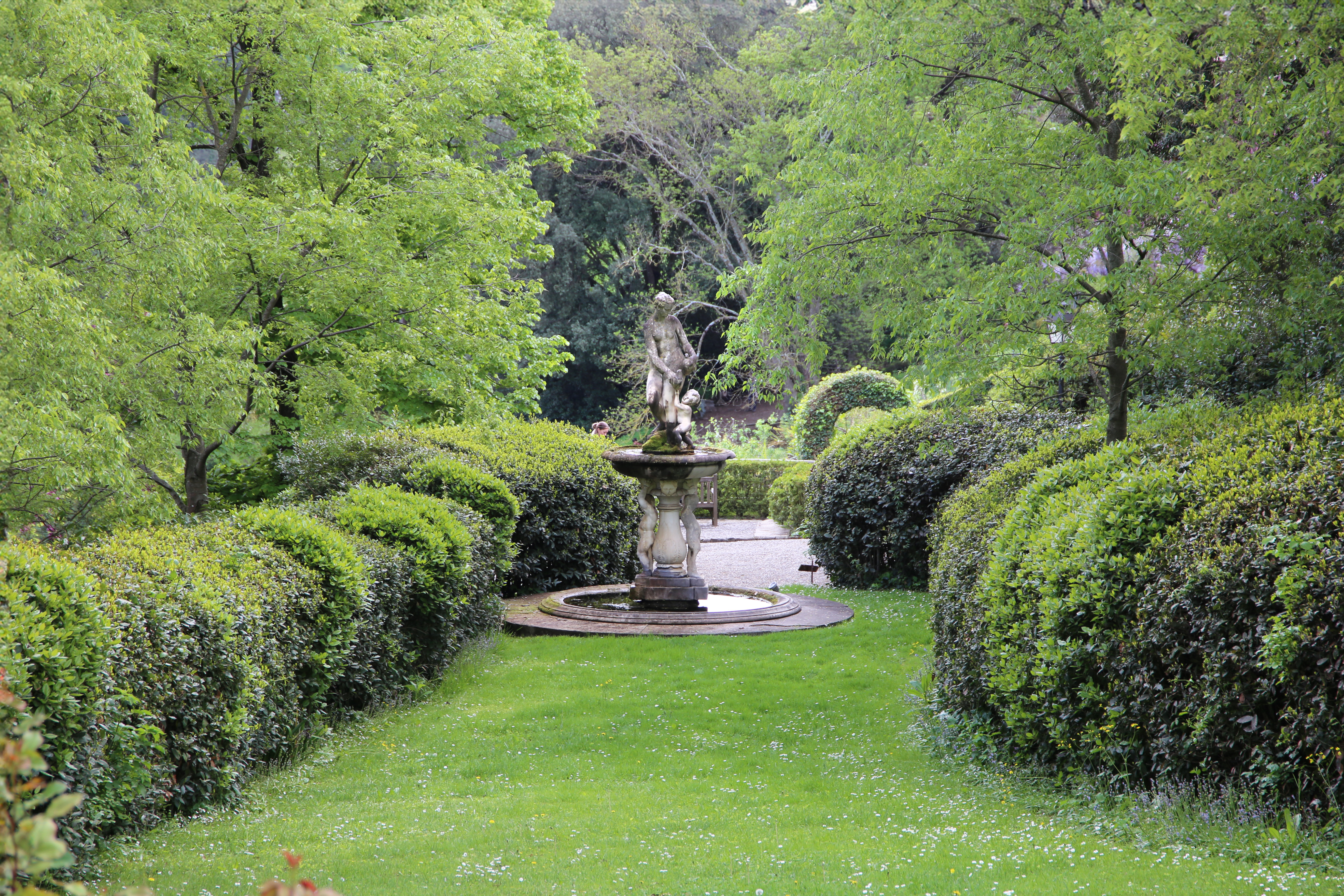